# Polo Villaamil
Leopoldo Pérez de Villaamil Muñoz-Calero (Madrid, España, 18 de noviembre de 1979), más conocido como Polo Villaamil, es un expiloto de automovilismo y empresario. Es nieto de uno de los pilotos y mentores españoles referencia en el mundo del automovilismo de los años 50 y 60: Leopoldo Pérez de Villaamil Espuñes.

## Trayectoria deportiva

### Karting
Polo debutó con 12 años en el karting regional madrileño en 1991. El año siguiente logró proclamarse campeón junior de la zona centro y en 1993 logró vencer seis pruebas de los campeonatos de Madrid y Cataluña. Ese mismo año y también en la categoría junior, participaría en el campeonato de Europa donde quedaría duodécimo. En 1994 repetiría participación en Europa y lograría 4 victorias más en el campeonato Madrileño. En 1995 y 1996 participó dentro de la categoría FA, en el Campeonato del Mundo, donde lograría ser séptimo en la segunda ocasión. También participó en el campeonato Madrileño logrando otras cuatro victorias y en el Open Ford donde sería tercero.

### Monoplazas y GTs
En 1997 y con la escudería Elide Racing, Villaamil ganó la última temporada del Campeonato de España de Fórmula Renault por delante de Rafael Sarandeses. En 1998 disputó la temporada inaugural entera del Open Fortuna by Nissan, quedando en una magnífica cuarta posición final, de nuevo con Elide Racing. Así mismo debutaría en la Fórmula 3000, participando en la ronda de Oschersleben donde no calificaría y en la ronda del Circuit de Catalunya donde quedaría vigesimocuarto.
En 1999 logra un asiento a tiempo completo en la escudería Coloni Motorsport para la Fórmula 3000 Internacional, sin embargo prometía ser una de las peores estructuras en cuanto a rendimiento de la categoría y así fue, pues Polo sólo pudo clasificarse para dos carreras de diez, siendo noveno en una de ellas. Sus compañeros de equipo sufrieron problemas de rendimiento similares. Como consolación, pudo correr en cuatro carreras de la recién creada Fórmula 3000 Italiana, donde lograría un podio en su debut, y en una carrera de la Ferrari Challenge Italiana donde también terminaría en el podio.
Tras participar en las dos últimas rondas del Campeonato de España de GT junto a Cor Euser con un Marcos Mantis en el 2000, volvería a la 3000 Italiana para disputar siete de las nueve rondas, logrando dos cuartos puestos como mejores resultados y terminando octavo en la general. A mitad de ese año se uniría a Javi Díaz en su Ferrari 360 Modena Challenge para terminar subcampeón de la clase GTB del Campeonato de España de GT. Tras ello Adrián Campos le ofrece un asiento en su escudería en la World Series by Nissan, pero Polo no lograría los objetivos marcados y sin haber puntuado en la mitad de las carreras finalmente quedaría décimo en la general. Repetiría la temporada siguiente a tiempo completo con los italianos del RC Motorsport, pero a pesar de mejorar su temporada anterior y lograr una victoria en el Circuit Ricardo Tormo, terminaría undécimo esta vez.
Sin presupuesto suficiente para más actividad destacable, en 2004 y 2005 volvió a participar de forma esporádica en el Campeonato de España de GT en la estructura de Luis Monzón y en 2005 corrió la ronda local del Campeonato Mundial de Turismos con el SEAT Toledo del equipo GR Asia, quedando decimoquinto y vigesimoprimero en las dos carreras disputadas.

## Vida personal
Retirado del mundo del automovilismo, se marchó a trabajar en el sector bancario al Reino Unido. Tras ser despedido debido a la crisis financiera, regresó a España para fundar en 2012 una compañía de alquiler de vestidos y accesorios para eventos llamada La Más Mona. Actualmente cuenta con 4 tiendas físicas situadas en Madrid, Valencia, Málaga y Murcia.

## Resumen de trayectoria
| Temporada | Series                                  | Escudería                   | Carreras | Victorias | Poles | VR | Podios | Puntos   | Pos.     |
| --------- | --------------------------------------- | --------------------------- | -------- | --------- | ----- | -- | ------ | -------- | -------- |
| 1997      | Campeonato de España de Fórmula Renault | Elide Racing                | 8        | 2         | ?     | ?  | ?      | 67       | 1.º      |
| 1998      | Open Fortuna by Nissan                  | Elide Racing                | 13       | 0         | 0     | 0  | 5      | 104      | 4.º      |
| 1998      | Fórmula 3000 Internacional              | Elide Racing                | 1        | 0         | 0     | 0  | 0      | 0        | 41.º     |
| 1999      | Fórmula 3000 Internacional              | Coloni Motorsport           | 2        | 0         | 0     | 0  | 0      | 0        | NC       |
| 1999      | Fórmula 3000 Italiana                   | Coloni Motorsport           | 4        | 0         | 1     | 1  | 1      | 4        | 11.º     |
| 1999      | Ferrari Challenge Italia                | ?                           | 1        | 0         | 0     | 0  | 1      | ?        | ?        |
| 2000      | Campeonato de España de GT - GTA        | Marcos Racing Internacional | 4        | 2         | 1     | 1  | 3      | Invitado | Invitado |
| 2001      | Euro Fórmula 3000                       | Fortec Motorsport           | 6        | 0         | 0     | 0  | 0      | 6        | 8.º      |
| 2001      | Campeonato de España de GT - GTB        | Ferrari Challenge España    | 7        | 2         | 2     | ?  | 4      | 71       | 2.º      |
| 2002      | World Series by Nissan                  | Adrián Campos Motorsport    | 18       | 0         | 0     | 0  | 1      | 41       | 10.º     |
| 2003      | World Series by Nissan                  | RC Motorsport               | 18       | 1         | 0     | 0  | 2      | 61       | 11.º     |
| 2004      | Campeonato de España de GT              | Canarias Sport Club         | 4        | 0         | ?     | ?  | 0      | ?        | ?        |
| 2005      | Campeonato de España de GT              | Canarias Sport Club         | ?        | ?         | ?     | ?  | ?      | ?        | ?        |
| 2005      | WTCC                                    | GR Asia                     | 2        | 0         | 0     | 0  | 0      | 0        | NC       |
| Fuente:   |                                         |                             |          |           |       |    |        |          |          |